# Xingtai
Xingtai (chinois : 邢台市 ; pinyin : Xíngtái shì) est une ville-préfecture du sud de la province du Hebei en Chine.

## Histoire
La ville fut autrefois nommée Geng (耿) ou Xing (邢) et fut la capitale de la Chine sous la dynastie Shang, pendant le règne du roi Zu Yi.
Au XIIIe siècle, elle fut la ville natale du mathématicien Guo Shoujing.

## Environnement
La ville est l'une des plus polluées de Chine avec un indice PM 2,5 sur l’année de 155 µg/m3 d’air et une journée de pic à 688 en moyenne sur vingt-quatre heures.

## Subdivisions administratives
La ville-préfecture de Xingtai exerce sa juridiction sur dix-neuf subdivisions - deux districts, deux villes-districts et quinze xian :
- le district de Qiaodong - 桥东区 Qiáodōng Qū ;
- le district de Qiaoxi - 桥西区 Qiáoxī Qū ;
- la ville de Nangong - 南宫市 Nángōng Shì ;
- la ville de Shahe - 沙河市 Shāhé Shì ;
- le xian de Xingtai - 邢台县 Xíngtái Xiàn ;
- le xian de Lincheng - 临城县 Línchéng Xiàn ;
- le xian de Neiqiu - 内丘县 Nèiqiū Xiàn ;
- le xian de Baixiang - 柏乡县 Bǎixiāng Xiàn ;
- le xian de Longyao - 隆尧县 Lóngyáo Xiàn ;
- le xian de Ren - 任县 Rén Xiàn ;
- le xian de Nanhe - 南和县 Nánhé Xiàn ;
- le xian de Ningjin - 宁晋县 Níngjìn Xiàn ;
- le xian de Julu - 巨鹿县 Jùlù Xiàn ;
- le xian de Xinhe - 新河县 Xīnhé Xiàn ;
- le xian de Guangzong - 广宗县 Guǎngzōng Xiàn ;
- le xian de Pingxiang - 平乡县 Píngxiāng Xiàn ;
- le xian de Wei - 威县 Wēi Xiàn ;
- le xian de Qinghe - 清河县 Qīnghé Xiàn ;
- le xian de Linxi - 临西县 Línxī Xiàn.